# (4967) Glia
(4967) Glia (1983 CF1) – planetoida z pasa głównego asteroid okrążająca Słońce w ciągu 5,6 lat w średniej odległości 3,15 j.a. Odkryta 11 lutego 1983 roku.